# 다이토시
다이토시(일본어: 大東市)는 일본 오사카부 동부에 있는 시이다.
헤이안 시대에는 오사카시와 나라시를 연결하는 교통의 요충지이자 전란의 무대로 변했지만 에도 시대의 상수도·신전 개발 등으로 상업도시 오사카의 중요한 배후지가 되었다.

## 인접한 자치체
- 오사카시(쓰루미구), 가도마시, 히가시오사카시, 시조나와테시, 네야가와시
- 나라현 이코마시

## 역사
- 1889년 4월 1일 - 정촌제 시행으로 맛타군 난고촌, 스미노도촌, 시조촌이 성립하였다.
- 1896년 4월 1일 - 기타카와치군이 성립하였다.
- 1937년 1월 1일 - 스미노도촌이 정으로 승격해 기타카와치군 스미노도정이 되었다.
- 1947년 4월 1일 - 시조촌이 정으로 승격해 기타카와치군 시조정이 되었다.
- 1956년 4월 1일 - 스미노도정, 시조정, 난고촌이 합병해 다이토시가 탄생하였다.

## 교육

### 대학
- 오사카 산업대학

## 교통

### 철도
- 서일본 여객철도 가타마치선

### 도로
- 긴키 자동차도
- 국도 제170호선 (일본)(일본어판)

## 인구
| 연도 | 인구      | ±% |
| ---- | --------- | -- |
| 1970 | 93,136명  | —  |
| 1975 | 110,829명 | —  |
| 1980 | 116,635명 | —  |
| 1985 | 122,441명 | —  |
| 1990 | 126,460명 | —  |
| 1995 | 128,838명 | —  |
| 2000 | 128,917명 | —  |
| 2005 | 126,504명 | —  |
| 2010 | 127,534명 | —  |
| 2015 | 123,217명 | —  |
| 2020 | 119,367명 | —  |